# Eurosia av Jaca
Eurosia av Jaca, född 855, död 870, var en spansk jungfru och martyr. Hon vördas som helgon inom Romersk-katolska kyrkan.
Enligt traditionen var Eurosia en prinsessa från Böhmen som skulle gifta sig med en spansk prins. När hennes följe nådde Pyrenéerna, anfölls de av morer. En av dessa ville själv gifta sig med Eurosia, men hon vägrade och flydde upp i bergen. Hon blev emellertid infångad och fick händer och fötter avhuggna; därefter blev hon halshuggen.

## Bilder
| - Den heliga Eurosias martyrium. |